# Riociguat
Riociguat ist ein Arzneistoff, der zur Behandlung der chronisch thromboembolischen pulmonalen Hypertonie (CTEPH) und bestimmter Formen der pulmonal-arteriellen Hypertonie (PAH) eingesetzt werden kann. Riociguat ist ein Stimulator der löslichen Guanylatzyklase (sGC), ein wichtiges Enzym im Stickstoffmonoxid-Signalweg. Riociguat wurde von Bayer entwickelt.

## Entdeckung und Entwicklung
Der erste Stickstoffmonoxid-unabhängige, Häm-abhängige Guanylatzyklase-Stimulator YC-1, ein synthetisches Benzylindazolderivat, wurde im Jahr 1978 beschrieben. Die pharmakologische Charakterisierung dieses Stoffes 20 Jahre später zeigte, dass YC-1 nicht nur die Aktivität der löslichen Guanylatzyklase erhöhte, sondern auch mit NO synergistisch die Guanylatzyklase stimulierte. YC-1 war jedoch ein relativ schwacher Vasodilator und zeigte auch Nebenwirkungen. Die Suche unter den Indazol-Wirkstoffen ergab die Identifizierung von BAY 41-2272 und BAY 41-8543. Die Resultate zeigten eine Verbesserung der systemischen arteriellen Sauerstoffversorgung. Weitere Teste führten zur Entdeckung von Riociguat. Das Medikament reduzierte im Tiermodell effektiv die pulmonale Hypertonie sowie die krankheitsbedingte Hypertrophie des rechten Herzens mit weiteren strukturellen Veränderungen beider Ventrikel.
2013 wurde das Riociguat als Medikament in den USA zugelassen. 2014 erfolgte die Zulassungsempfehlung durch die europäische Arzneimittelbehörde EMA.
Ein Forscherteam von der Universität Gießen und von Bayer wurde 2015 für die „zukunftsweisende Entwicklung eines Medikaments“ mit dem Deutschen Zukunftspreis ausgezeichnet.

## Chemie und Wirkungsweise
Stickstoffmonoxid (NO) fungiert als Signalmolekül in Zellen der glatten Muskulatur, um die Blutgefäßerweiterung auszulösen. In Patienten mit pulmonal-arterieller Hypertonie (PAH) ist das Enzym NO-Synthase, das die NO-Produktion bedingt, nur reduziert vorhanden. Als Resultat findet man bei diesen Patienten geringere Konzentrationen an zellulär produziertem NO und eine Vasokonstriktion. NO bindet als Signalmolekül an das Enzym lösliche Guanylatzyklase (sGC) und induziert so die Produktion des sekundären Signalmoleküls (second Messenger) cyclisches Guanosinmonophosphat (cGMP). Das synthetisierte cGMP aktiviert die cGMP-abhängige Proteinkinase (Proteinkinase G), welche die zytosolische Calciumionenkonzentration reguliert. Die Änderung des Calciumspiegels in der Zelle verursacht über die Veränderung der Aktin-Myosin-Kontraktion dann die Blutgefäßerweiterung. Bei Vorliegen einer PAH ist dieser Weg gestört, da nicht genügend NO zur Verfügung steht oder es ungenügend wirkt. Im Gegensatz zu NO oder zu häm-unabhängigen sGC-Aktivatoren, z. B. Cinaciguat, wirkt Riociguat als direkter sGC-Stimulator unabhängig von NO.  Des Weiteren wirkt Riociguat synergistisch zu NO und erzielt anti-aggregatorische, anti-proliferative und vasodilatorische Effekte.

## Pharmakologie
Riociguat erhöht in Konzentrationen zwischen 0,1 und 100 mmol/l die Aktivität des Enzyms sGC. Außerdem wirkt Riociguat in Synergie mit dem NO-Donor-Komplex Diethylamin/NO und kann die sGC-Aktivität in vitro steigern. Eine klinische Phase I Studie zeigte, dass Riociguat schnell vom Körper absorbiert wird und dass die maximale Plasmakonzentration nach ca. 0,5–1,5 Stunden erreicht ist. Die durchschnittliche Eliminationshalbwertzeit liegt zwischen 5 und 10 Stunden. Riociguat-Plasmakonzentrationen können relativ variabel in verschiedenen Patienten sein, weshalb die Dosis zum Therapiebeginn individuell auf den Patienten abgestimmt wird (Titration).

## Klinische Studien
Verschiedene klinische Studien wurden und werden zurzeit durchgeführt, um diverse Aspekte von Riociguat zu untersuchen.
Die erste Studie zur Bestätigung des Wirkungskonzepts von Riociguat in Patienten mit PAH wurde im Lungen-Zentrum der Universität Gießen durchgeführt. Dazu wurden bei neunzehn Patienten evaluiert. Das Medikament wurde gut vertragen und war im Vergleich zu NO länger wirksam und effizienter. Weiter Studien waren CHEST-1 und PATENT-1 sowie deren Verlängerungsstudien  Detaillierte Beschreibungen dieser Studien sind auf der Website der National Institutes of Health (NIH) zu finden.
Bei CHEST wurde die Belastungsfähigkeit durch den sogenannten 6-Minuten-Gehtest evaluiert.

## Handelsnamen
- Adempas (D, A, CH)